# Dorfkirche Knoblauch
Die Dorfkirche Knoblauch ist eine denkmalgeschützte Saalkirche im Ortsteil Knoblauch der Gemeinde Milower Land im Landkreis Havelland des Landes Brandenburg. Die Kirchengemeinde gehört zum Pfarrbereich Schlagenthin im Kirchenkreis Elbe-Fläming der Evangelischen Kirche in Mitteldeutschland.
Das Fachwerkgebäude wurde zu Beginn des 18. Jahrhunderts errichtet. Über dem Westgiebel erhebt sich ein hoher, verschieferter Dachturm mit einem Zeltdach und Wetterfahne.

1962 wurden erhebliche Umbauten vorgenommen. Im Inneren des flach gedeckten Kirchensaales finden sich drei frühbarocke Sandstein-Grabplatten der Familie von Britzke mit Inschriften und Wappen.